# Пушкице
Пушкице такође познате као ФОН андерграунд су први и највећи незванични факултетски сајт у Србији. Сајт је почео са радом у октобру 2001. године, а уређују га у потпуности студенти Факултета организационих наука.

## Оснивање и идеја
Сајт су основали Џејмс и Ненад, а са радом је почео 8. октобра 2001. године уз несебичну подршку Драгана Галића „Мрве“. Идеја је била да се на једном месту обједине корисне информације, скирпте, испитни рокови, решења, испитна питања, пушкице и слични материјали (у електронском облику), који су од користи студентима Факултета организационих наука.